# Burro andaluz-cordobés

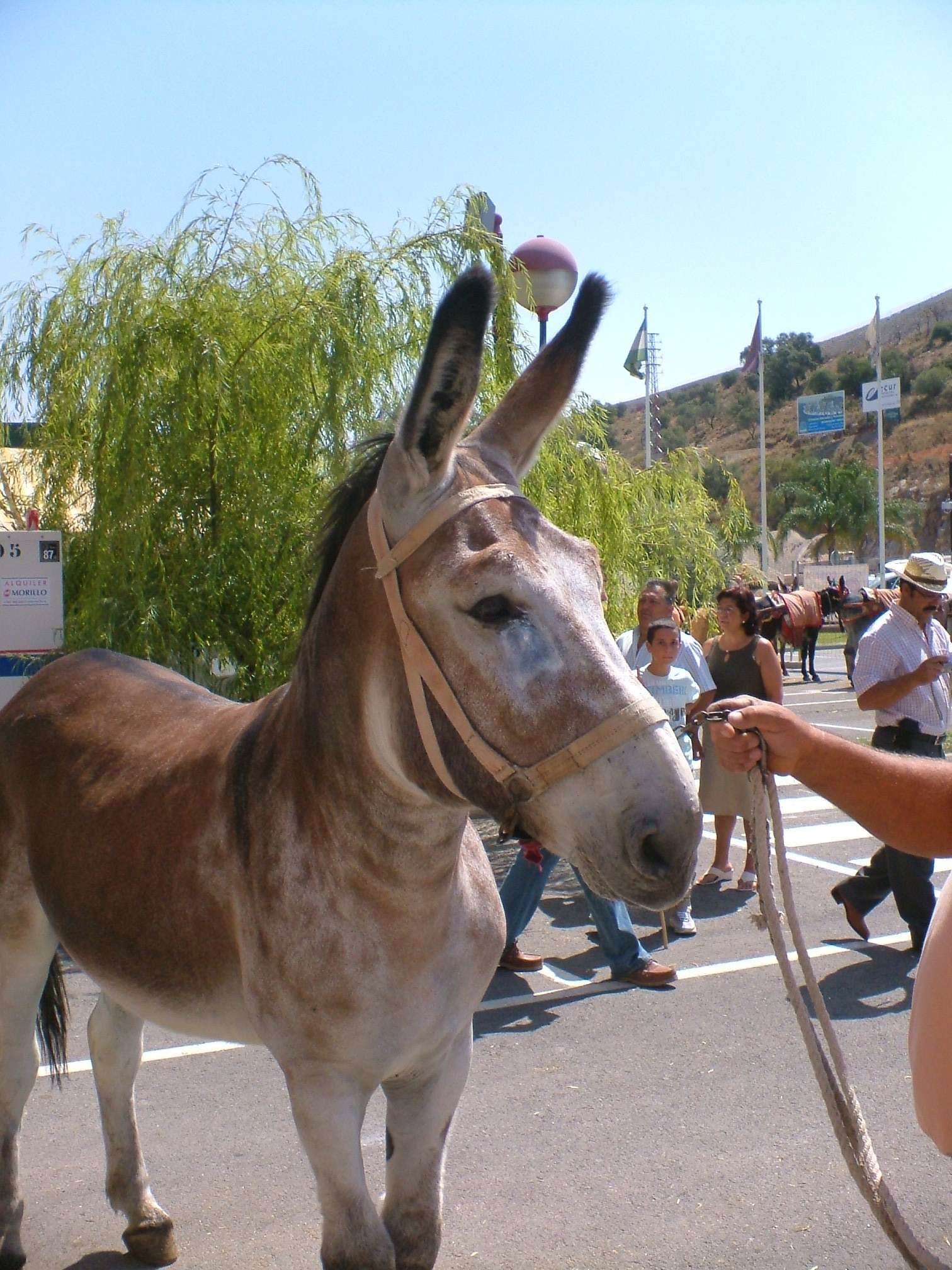
Semental

El burro andaluz (también conocido como raza cordobesa o raza de Lucena, por ser esta ciudad la cuna de su origen) es una raza asnal española autóctona de Andalucía.
Es considerada la más antigua de las razas europeas, con unos tres mil años. Se trata de una especie derivada del asno egipcio que debieron de introducir los camitas o los íberos en la península ibérica. Está incluida en el Catálogo Oficial de Razas de Ganado de España del Ministerio de Agricultura, Pesca y Alimentación como raza autóctona en peligro de extinción.

## Características
Es una raza de gran alzada, cuyos machos pueden alcanzar 1,45 m de altura a la cruz, y las hembras 1,35 m. Su cabeza es de tamaño medio de perfil subconvexo y el cuello es musculoso. De lomo longiníleo y cruz pronunciada y enjuta. Al contrario que otras razas autóctonas de España, su pelaje es corto, incluidas las orejas, y de tacto suave. Igualmente, su capa es predominantemente de color tordo-rucio, llegando en ocasiones al casi blanco. Dado su origen, está muy adaptado a la falta de agua y el calor, es fuerte y resistente y de carácter dócil y tranquilo.

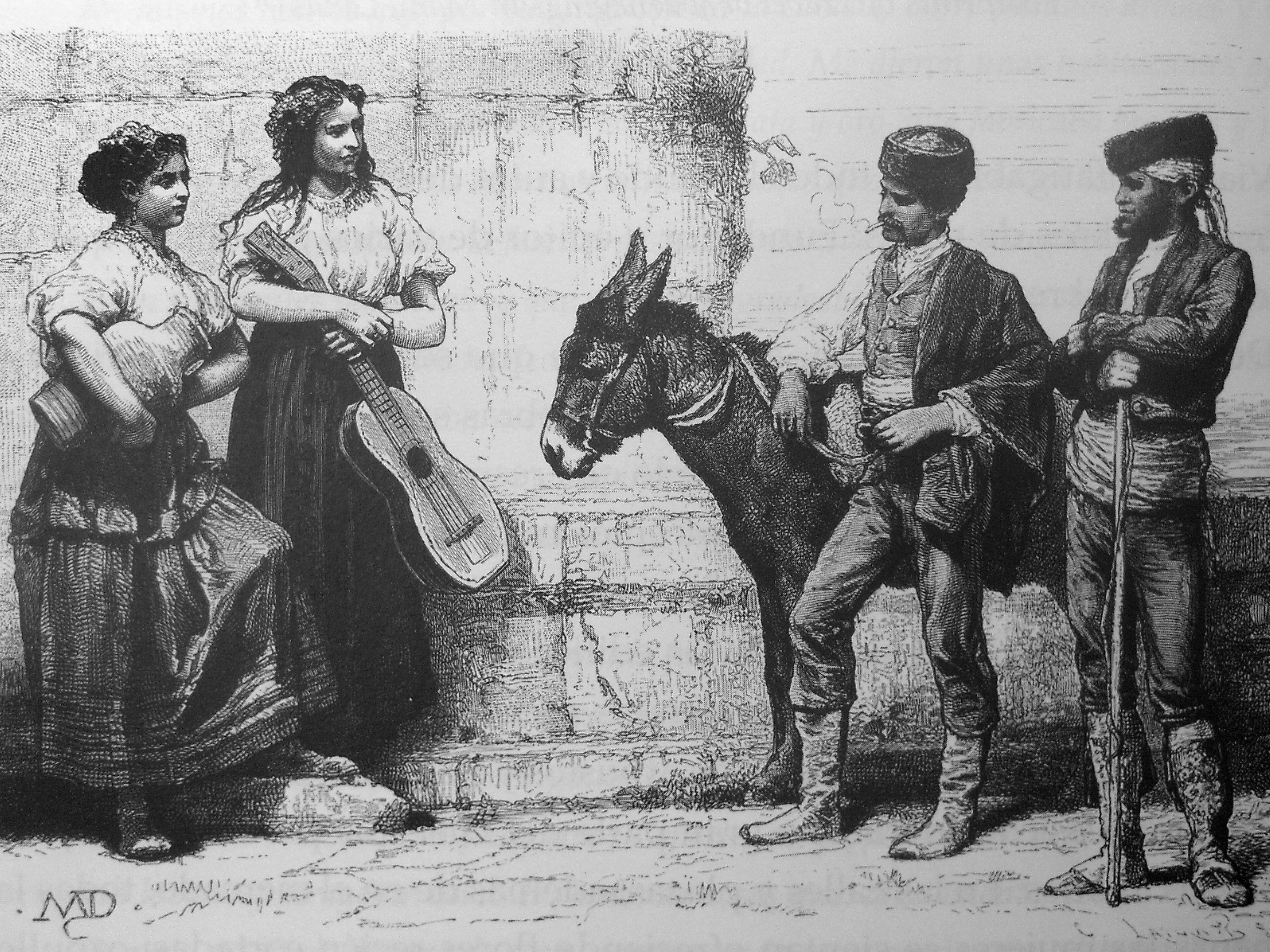
Campesinos cordobeses, un grabado que muestra un burro andaluz. Obra de Antonio Garrido Domínguez en Viajeros americanos en la Andalucía del siglo XIX (finales del).

Se distribuye fundamentalmente por la comunidad autónoma de Andalucía, estando presente en todas sus provincias, aunque su presencia destaca en las de Córdoba y Sevilla, y también existe un núcleo importante en Extremadura.

## Situación
Destinado fundamentalmente a labores de carga, la mecanización provocó una importante regresión, siendo empleado principalmente en las campiñas sevillana y cordobesa, y a un núcleo reproductivo en la yeguada militar de Écija, actualmente integrada en el Centro Militar de Cría Caballar de Écija, dependiente del Ministerio de Defensa.
Ante la dramática situación que atravesaba la raza en 1986, el Ministerio de Defensa inició un proyecto para su conservación. También colaboró el departamento de genética de la Universidad de Córdoba. La Unión de Ganaderos de la Raza Asnal Andaluza se encargó de gestionar el libro genealógico desde 2004 a 2020, cuando renunció a esta tarea. Un año más tarde se creó la Asociación del Asno de Pura Raza Andaluza (ASNOPRA), con sede en Sevilla, para absorber el trabajo que realizaba la antigua unión.
La situación actual de la raza es crítica. El número de individuos de pura raza apenas supera el centenar de individuos, que se encuentra repartido entre particulares dueños de asnos, y asociaciones de conservación como la Asociación para la Defensa del Borrico (ADEBO) y la Asociación del Asno de Pura Raza Andaluza (ASNOPRA), que han contribuido a que su número se mantenga. Los planes de conservación pasan por su uso en explotación racional del campo y el monte, que también ha sido su uso tradicional; el turismo ecuestre y rural, iniciativa que se ha seguido en algunas localidades como Mijas (Málaga).